# Everton Giovanella

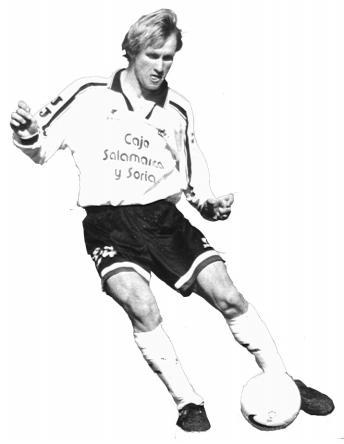
Everton Giovanella

Everton Giovanella (* 30. September 1970 in Caxias do Sul) ist ein ehemaliger brasilianischer Fußballspieler.
Der Mittelfeldspieler begann seine Karriere bei Lajeadense. 1992 wechselte er zum SC Internacional in die Série A. 1993 ging er nach Europa, wo er für die portugiesischen Klubs Estoril, Tirsense und Belenenses Lissabon spielte. 1996 wechselte er zum spanischen Zweitligisten UD Salamanca, mit denen er gleich in der ersten Saison in die Primera División aufstieg. 1998 konnte die Klasse gehalten werden, im nächsten Jahr wurde Salamanca jedoch abgeschlagen Letzter und Giovanella ging zu Celta Vigo.
Mit Vigo erreichte er nach Siegen gegen u. a. Benfica Lissabon und Juventus Turin das Viertelfinale des UEFA-Pokals 1999/2000, wo man dem RC Lens unterlag. 2000 gewann Vigo den UEFA Intertoto Cup, wodurch der Klub sich wieder für den UEFA-Pokal qualifizierte. Dort konnte man u. a. Schachtjor Donezk und den VfB Stuttgart schlagen und schied im Viertelfinale nur wegen der Auswärtstorregel gegen den FC Barcelona aus. Außerdem erreichte Vigo das Finale der Copa del Rey 2000/01, das Real Saragossa gewann. Auch in den nächsten beiden Jahren nahm der Klub am UEFA-Pokal teil, kam aber nicht über die dritte Runde hinaus. 2003 erreichte Vigo in der spanischen Meisterschaft den vierten Platz und nahm dadurch zum ersten Mal an der Qualifikation zur Champions League teil. Diese wurde überstanden und nach Siegen gegen den AC Mailand und Ajax Amsterdam und dem zweiten Platz in der Gruppenphase schied man erst im Achtelfinale gegen den FC Arsenal aus.
Im Dezember 2004 wurde Giovanella bei einer Dopingkontrolle positiv auf Nandrolon getestet und anschließend für zwei Jahre gesperrt. 2007/08 spielte er noch eine Saison beim Drittligisten FC Coruxo und beendete dann seine Laufbahn.

## Erfolge
Vigo
- UEFA Intertoto Cup: 2000